# Dvor Nemška vas
Dvor Nemška vas (nemško Deutschdorf) je stal v naselju Nemška vas v občini Krško.
EŠD: nezaščiteno območje
Koordinati: 45°57'21,2" N 15°25'34,1" E

## Zgodovina
Baron Volf Anton Buseth je v začetku 18. stol. v Nemški vasi, pozidal vinski dvor Nemška vas. Danes je predelan v stanovanjsko hišo z ohranjeno vinsko kletjo.